# Fjodor Iwanowitsch Koschewnikow
Fjodor Iwanowitsch Koschewnikow (russisch Фёдор Иванович Кожевников; * 2. Junijul. / 15. Juni 1903greg. in Smolensk, Russisches Kaiserreich; † 22. März 1998 in Moskau) war ein bedeutender sowjetischer Jurist. Von 1953 bis 1961 amtierte er als Richter am Internationalen Gerichtshof in Den Haag.

## Leben
Fjodor Koschewnikow studierte Rechtswissenschaft an der Fakultät für sowjetisches Recht der Moskauer Lomonossow-Universität. Von 1934 bis 1936 war er Mitarbeiter der sowjetischen Handelsvertretung in Teheran.  Nach Abschluss des Studiums im Jahre 1927 widmete er sich der wissenschaftlichen Arbeit und der Lehre. Zunächst war er als Dozent an der Juristischen Hochschule Moskau, später als Direktor der „Allunions-Fernhochschule für Rechtswissenschaft“ tätig. 1930 habilitierte er und wurde Jura-Professor an der Lomonossow-Universität, an der er 30 Jahre lang Inhaber des Lehrstuhls für Völkerrecht war und von 1942 bis 1947 zusätzlich noch den Posten des Dekans der Rechtswissenschaftlichen Fakultät innehatte. 1960 wechselte Koschewnikow an das Moskauer Staatliche Institut für Internationale Beziehungen (MGIMO), an dem er den Vorsitz des Lehrstuhls für Völkerrecht übernahm. In dieser Funktion war er bis 1982 tätig.
Zudem war er Richter am Obersten Gerichtshof der Sowjetunion und Präsident der Rechtsabteilung der Vereinigung für kulturelle Beziehungen der Sowjetunion mit ausländischen Staaten.
Seit den 1950er Jahren arbeitete Koschewnikow auch auf internationaler Ebene im Völkerrechtsbereich. So war er von 1952 bis 1953 Mitglied der Völkerrechtskommission der Vereinten Nationen und wurde 1953 zum Richter am Internationalen Gerichtshof in Den Haag gewählt. Er löste in dieser Funktion seinen Landsmann Sergei Golunski ab, der nach seiner Wahl im Dezember 1951 das Amt aus gesundheitlichen Gründen nicht antreten konnte und im Juli 1953 zurückgetreten war, und bekleidete das Amt bis 1961.
Koschewnikow gab in seiner wissenschaftlichen Laufbahn insgesamt rund 400 Schriften heraus, darunter auch eine Reihe von Lehrbüchern zum Völkerrecht sowie zum Verwaltungsrecht. In seinen Arbeiten zum Völkerrecht befasste sich Koschewnikow schwerpunktmäßig mit der Geschichte des Völkerrechts sowie der Rolle Russlands und der Sowjetunion in der Weiterentwicklung des internationalen Rechts.